# أبو بكر الفارسي
أبو بكر أحمد بن الحسين بن سهل الفارسي (ت 305هـ) فقيه شافعي مجتهد.
أخذ الفقه عن ابن سريج، وكان من أعلام المذهب الشافعي وكبار أئمته المدققين، وتفقه به خلق كثير منهم: أبو عبد الله الخضري، وأبو بكر محمد بن سفيان الأُسْبانِيْكَثي، وأبي الحسن علي بن زكريا مفتي الشاش. وتكرر اسمه في «الروضة» و«الشرح الكبير» وغيرهما من كتب المذهب الشافعي.

## مؤلفاته
1. «العيون» على مسائل الربيع المرادي.
2. الأصول.
3. كتاب الانتقاد.
4. كتاب الخلاف.
5. كتاب الإجماع.

## وفاته
توفي أبو بكر الفارسي سنة خمس وثلاثمائة (305 هـ الموافق 917 م،)، إلا أن السبكي ذكر قرائن تدل على أنه توفي بعد الأربعين وثلاثمائة (340هـ).